# Maserati Coupé

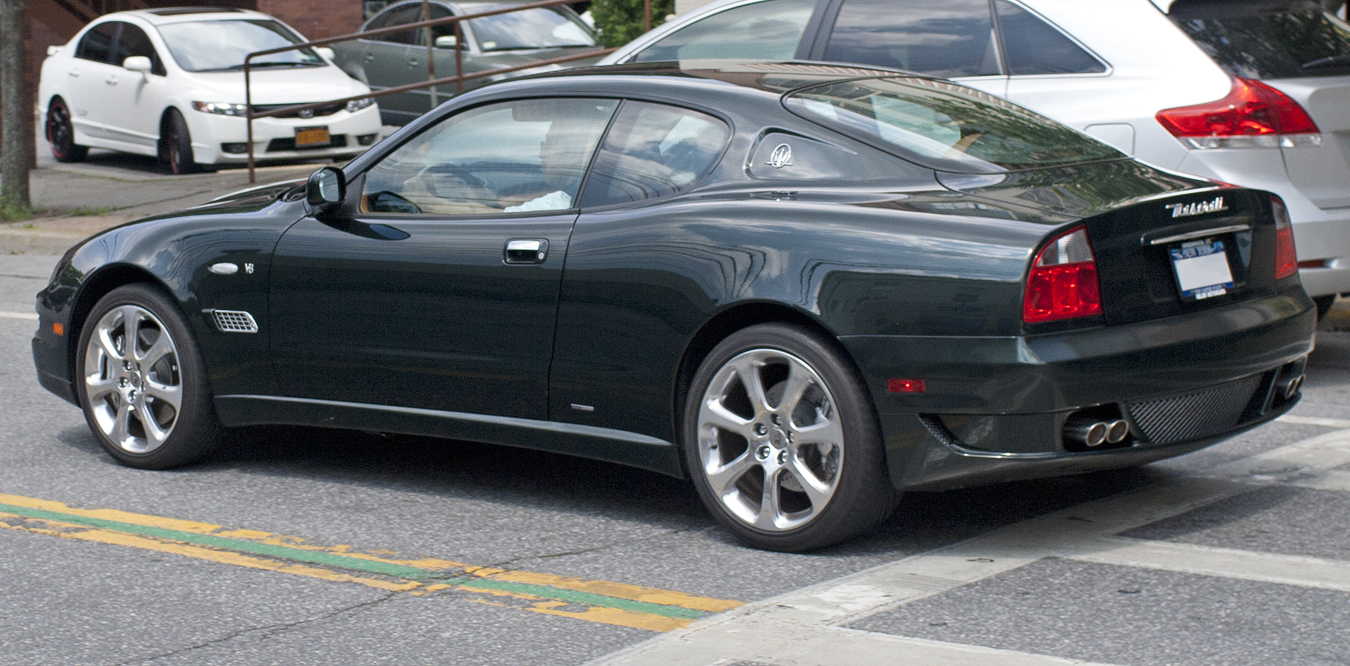
Maserati Coupé

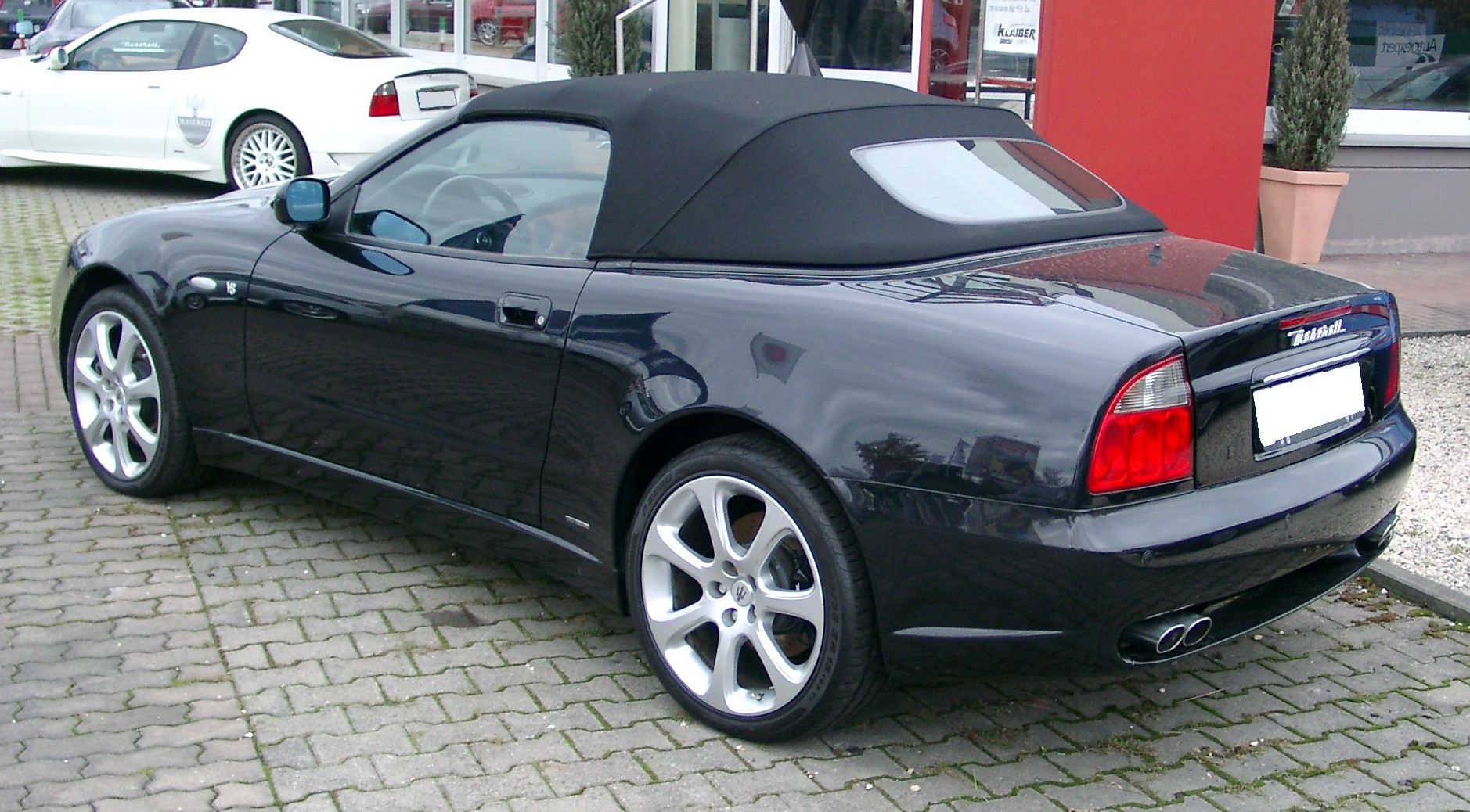
Maserati Spyder

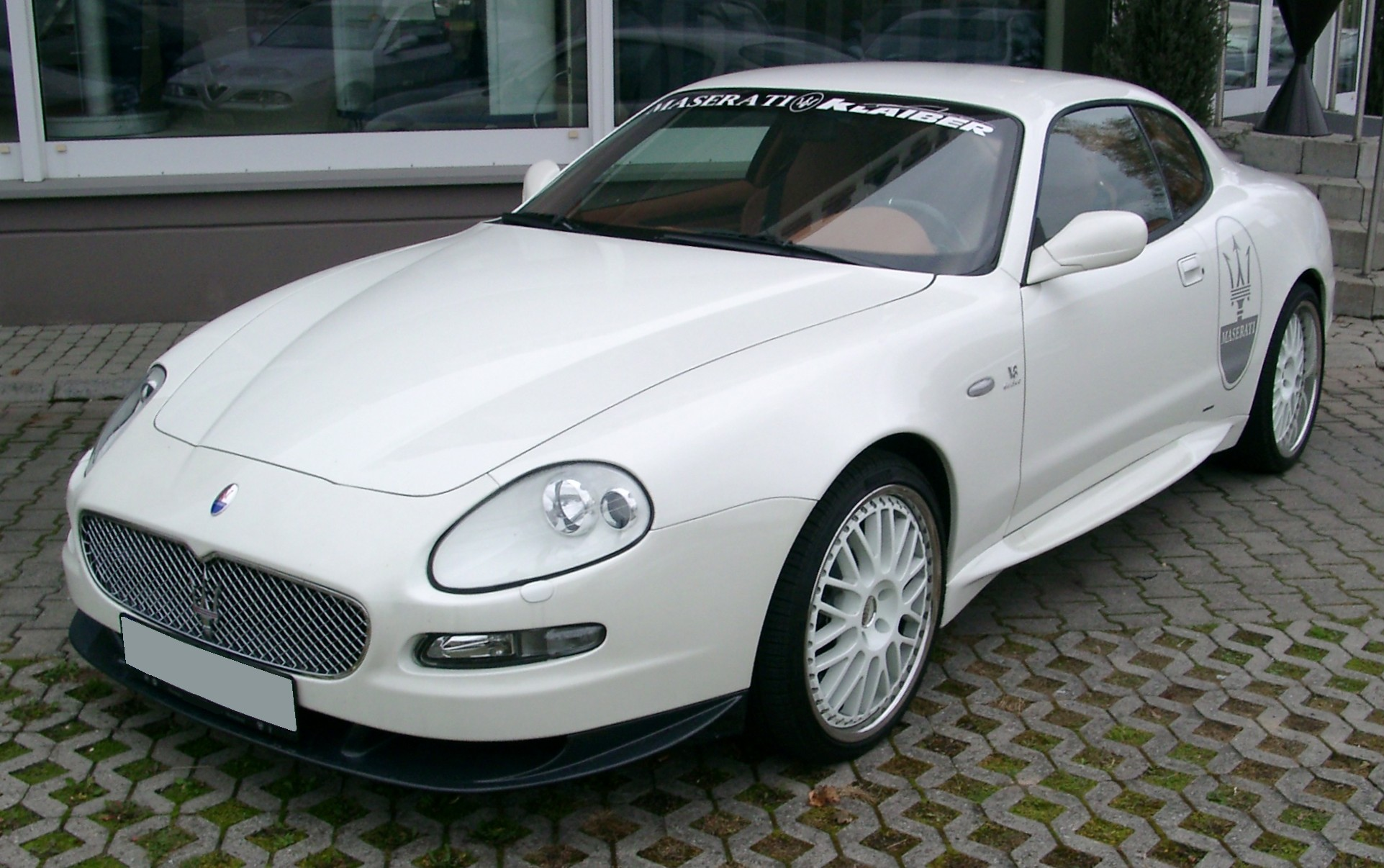
Maserati GranSport

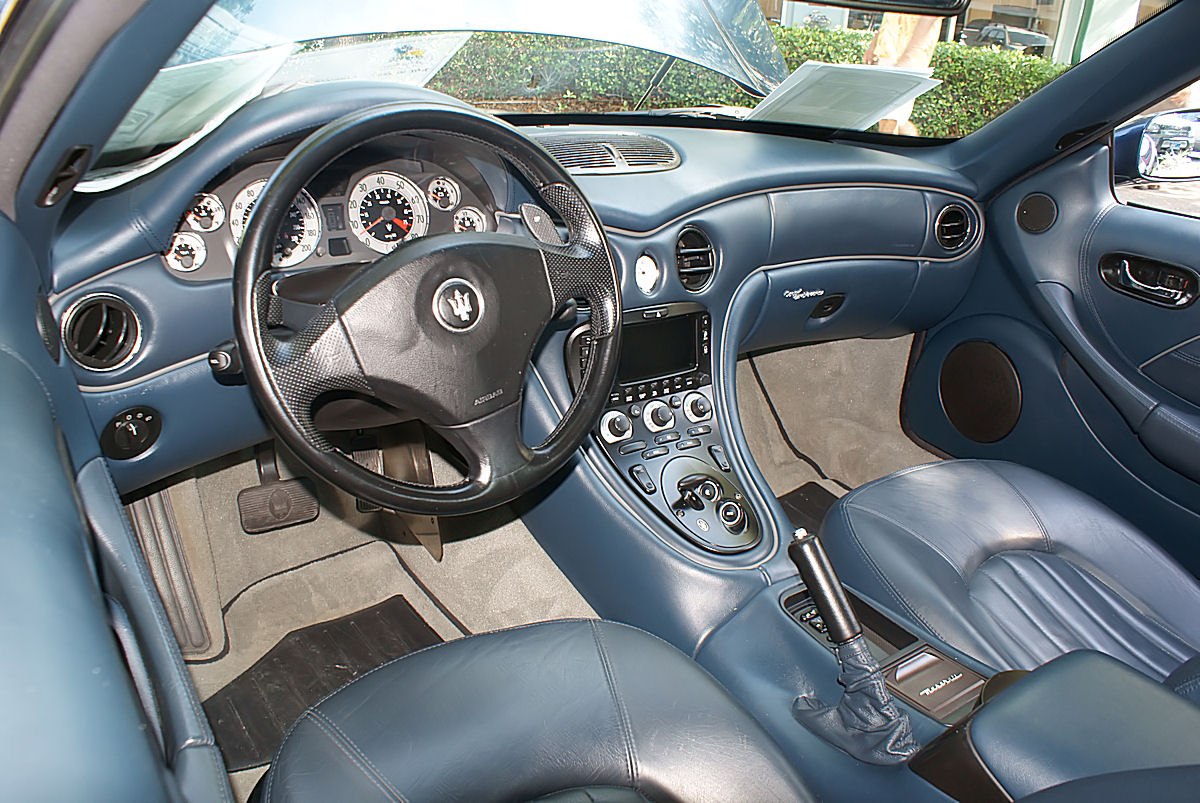

Maserati Coupé (також називають Maserati 4200 GT) — автомобіль класу гран-турізмо, що випускався з 2001 року по 2007 рік італійською компанією Maserati і прийшов на зміну Maserati 3200 GT. Купе оснащувалося двигуном Ferrari F136 R V8 об'ємом 4,2 літра потужністю 390 к.с. Коробка передач була механічною, але передачі переключалися за допомогою підрульових пелюсток. 
На зміну Maserati Coupé прийшов більш просунутий в технічному плані автомобіль Maserati GranTurismo.
На додаток до версії купе випускався родстер Spyder.

## Maserati GranSport
Maserati GranSport являє собою модифіковану версію Coupé і Spyder, який був вперше представлений в 2004 році на автосалоні в Женеві. Він оснащений аеродинамічним обвісом кузова, хромованими ґратами радіатора з сіткою, всередині обробленою вуглецевим волокном, а також спеціальні 19-дюймові (480 мм) колеса. Він використовує Skyhook активну підвіску, з кліренсом  на 10 мм нижчим від Coupé.
Він комплектується бензиновим двигуном об'ємом 4244 см3, 90° V8 який використовується на Coupé та Spyder. Тим не менше, двигун розвиває 400 к.с. (294 кВт) при 7000 обертах на хвилину. Шестиступенева коробка перемикання передач входить в стандартну комплектацію.

## Двигуни
- 4.2 L Ferrari/Maserati F136 R V8 390 к.с. при 7,000 об/хв 451 Нм при 4,500 об/хв
- 4.2 L Ferrari/Maserati F136 R V8 400 к.с. при 7,000 об/хв 452 Нм при 4,500 об/хв (GranSport)

## Виробництво
| Spyder           | 2001–2007 | 574   | 3,134  | 181 |     | 3,889  |
| Coupé            | 2002–2007 | 1,078 | 5,371  |     |     | 6,449  |
| GranSport        | 2004–2007 |       | 2,432  |     | 181 | 2,613  |
| GranSport Spyder | 2005–2007 |       | 472    |     |     | 472    |
| всього           | всього    | 1,652 | 11,409 | 181 | 181 | 13,423 |